# Westerhorn
Westerhorn è un comune di 1 324 abitanti dello Schleswig-Holstein, in Germania.
Appartiene al circondario (Kreis) di Pinneberg (targa PI) ed è parte della comunità amministrativa (Amt) di Hörnerkirchen.